# 訃報 2006年11月
訃報 2006年11月（ふほう 2006ねん11がつ）では、2006年11月中に物故した、又は物故が報じられた人物についてまとめる。

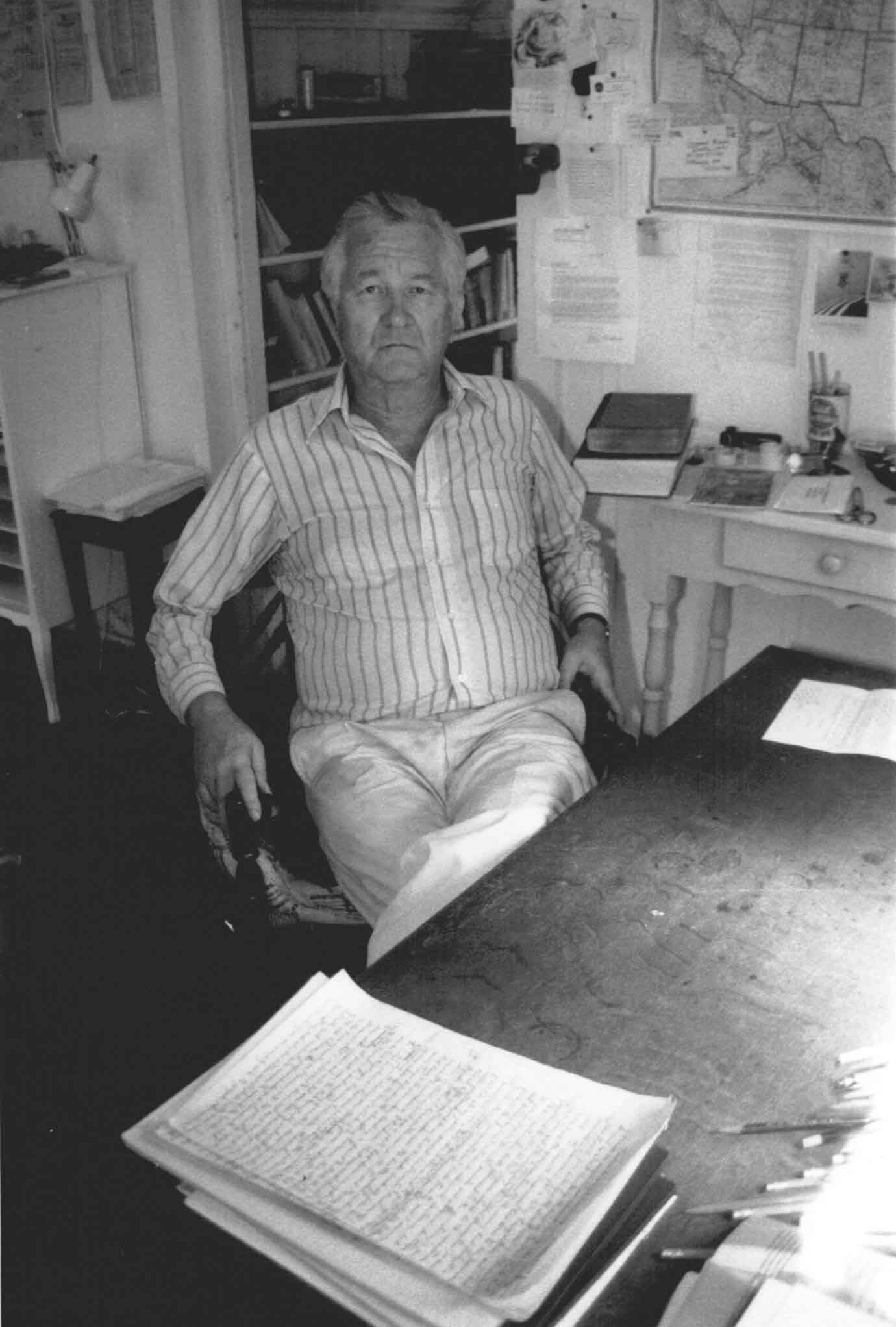
ウィリアム・スタイロン／11月1日没

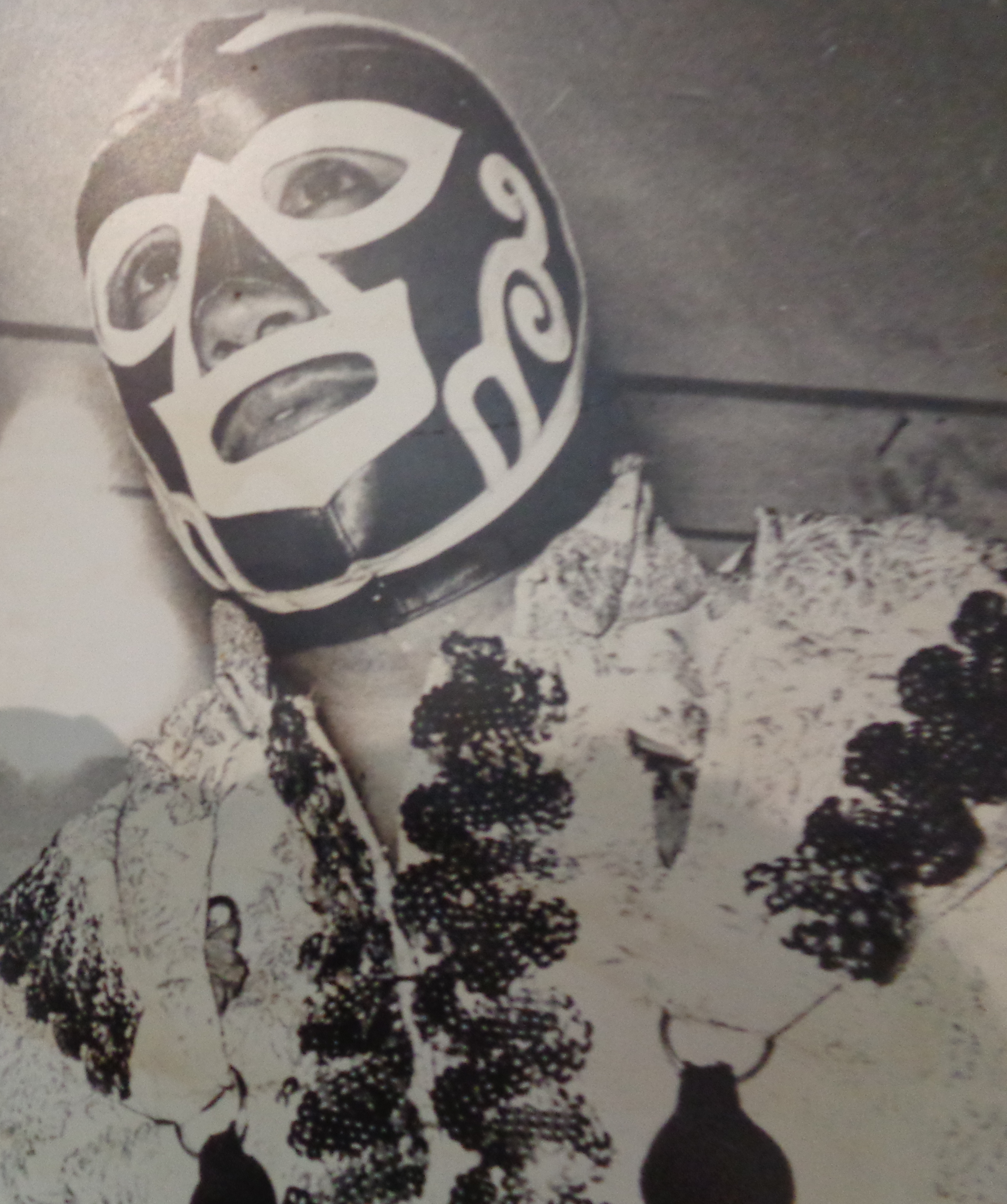
ウラカン・ラミレス／11月1日没

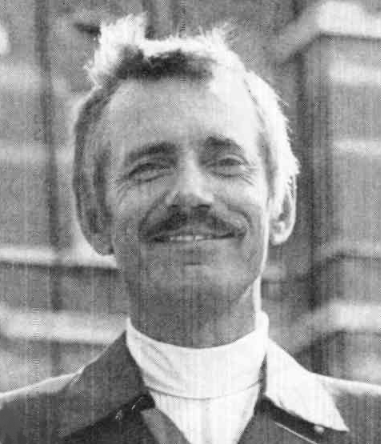
ポール・モーリア／11月3日没

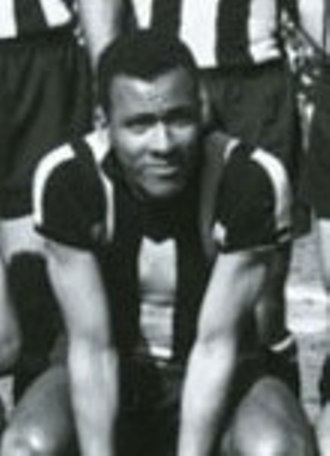
アルベルト・スペンセル／11月3日没

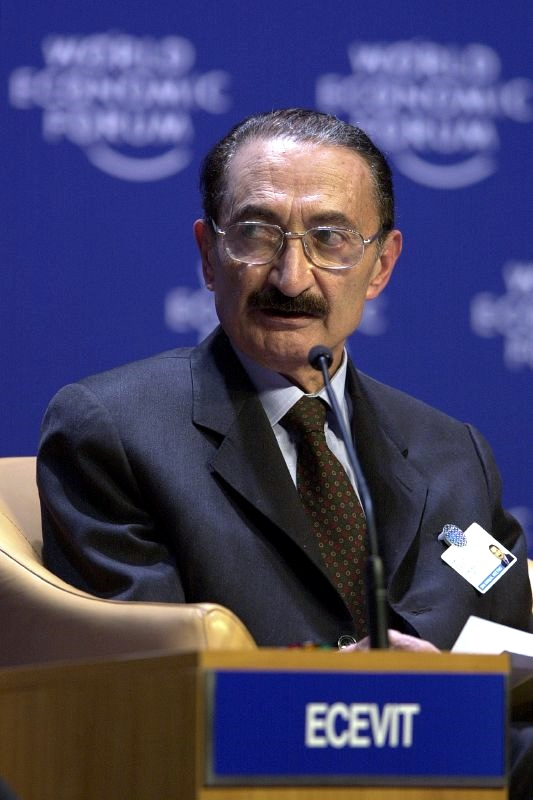
ビュレント・エジェヴィト／11月5日没

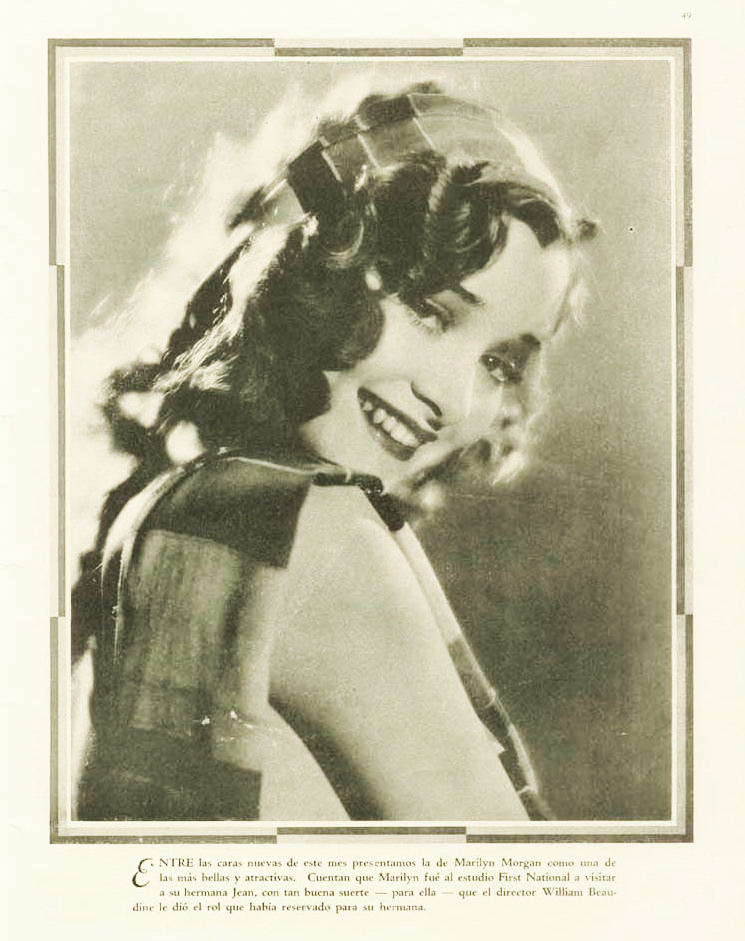
マリアン・マーシュ／11月9日没

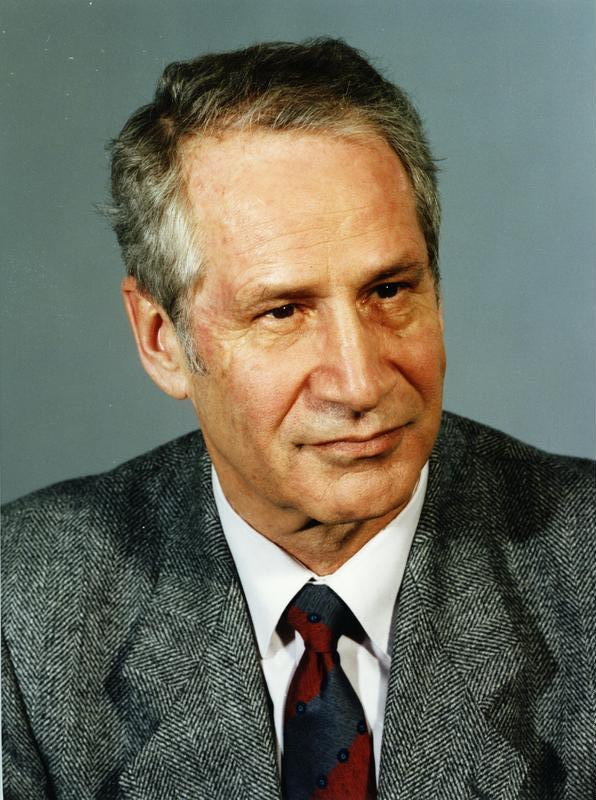
マルクス・ヴォルフ／11月9日没

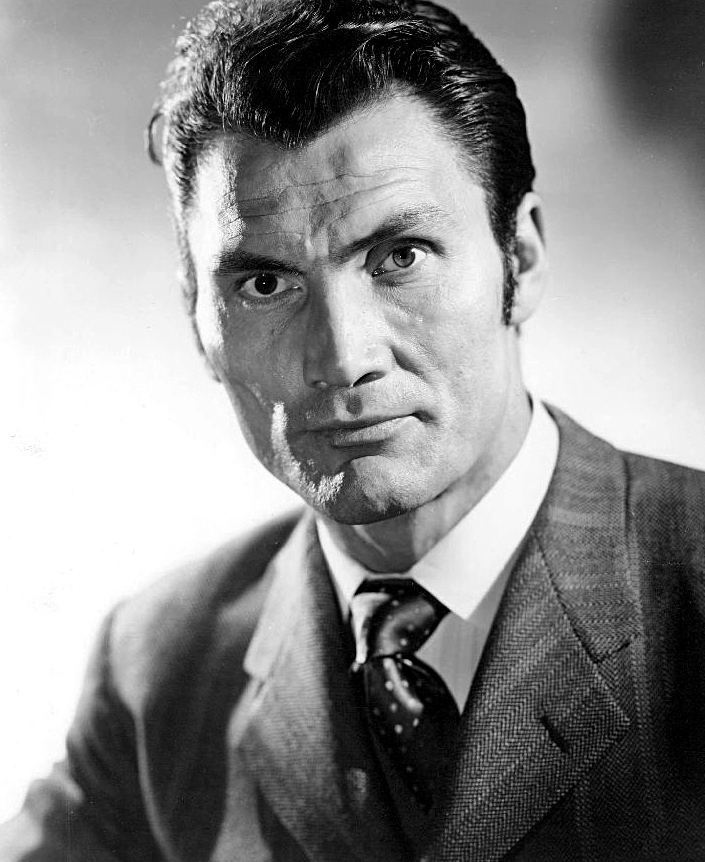
ジャック・パランス／11月10日没

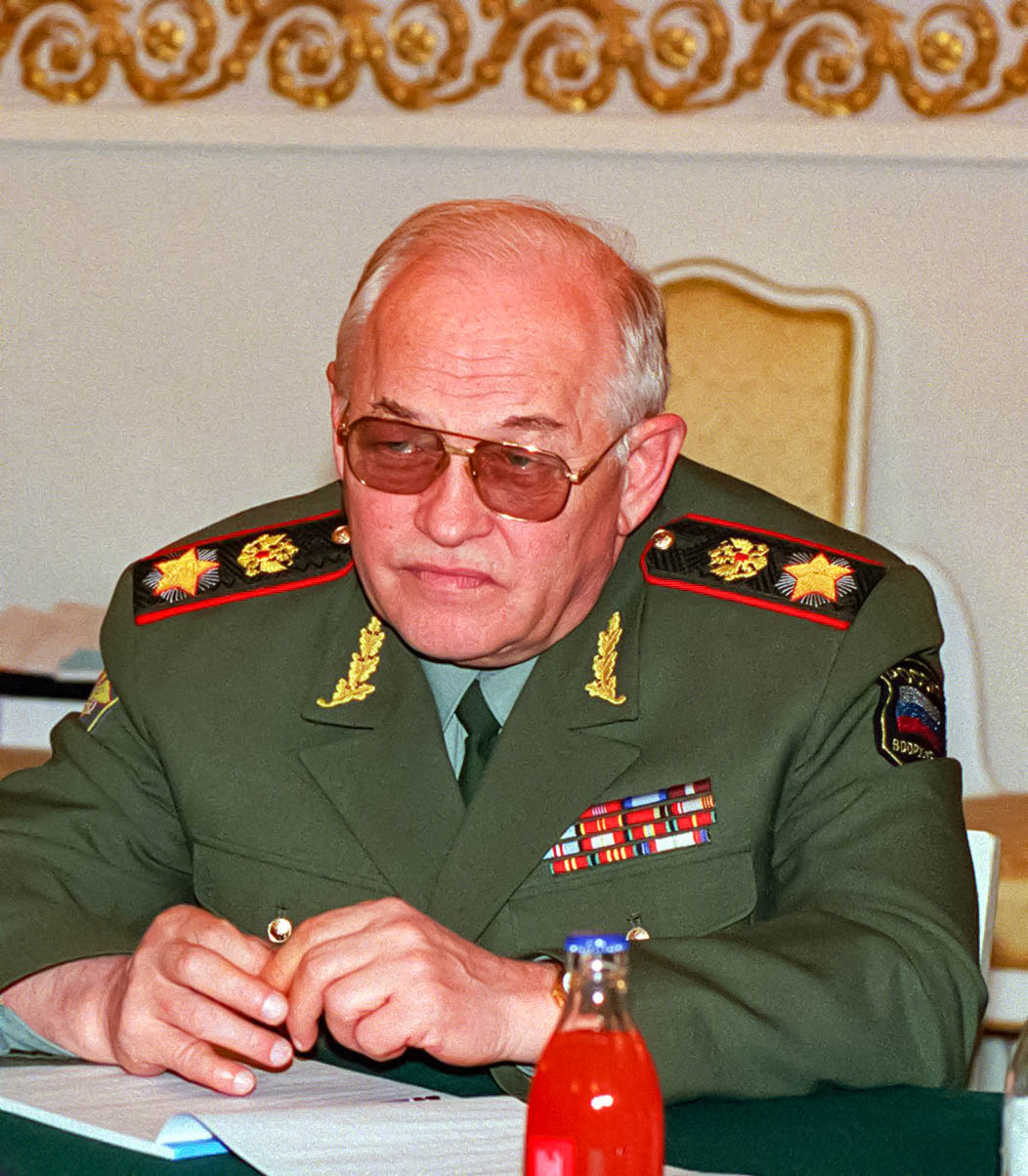
イーゴリ・セルゲーエフ／11月10日没

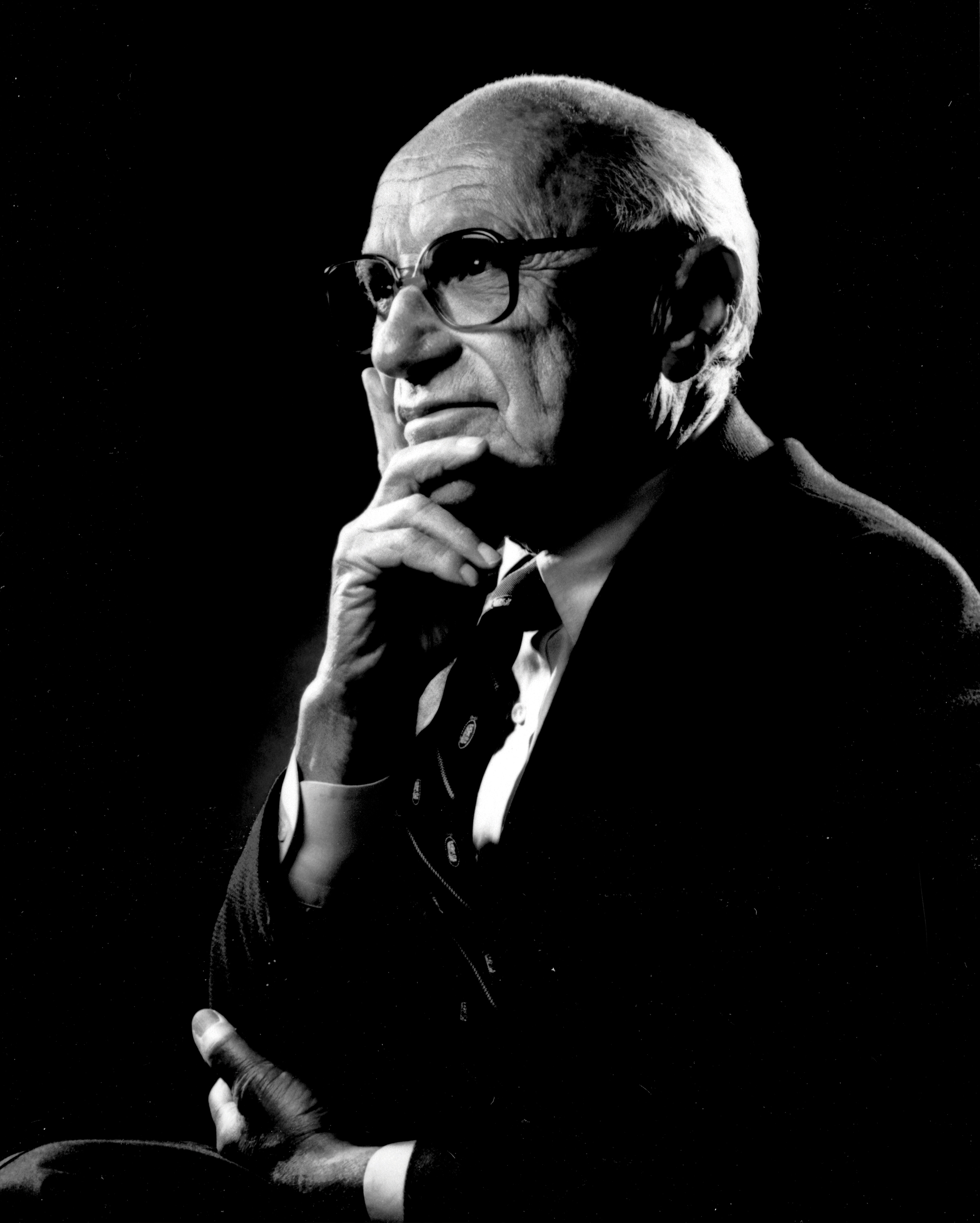
ミルトン・フリードマン／11月16日没

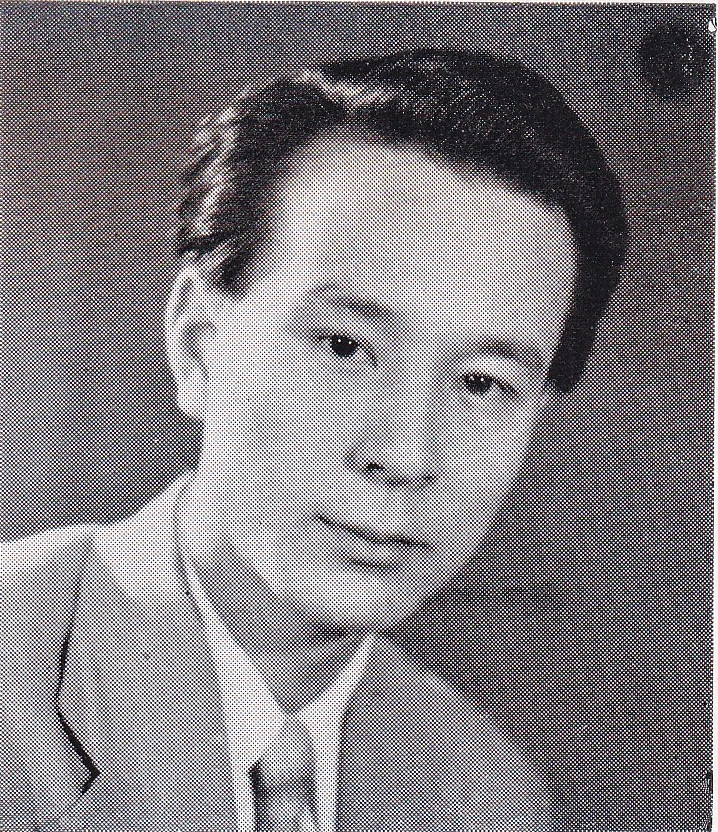
仲谷昇／11月16日没

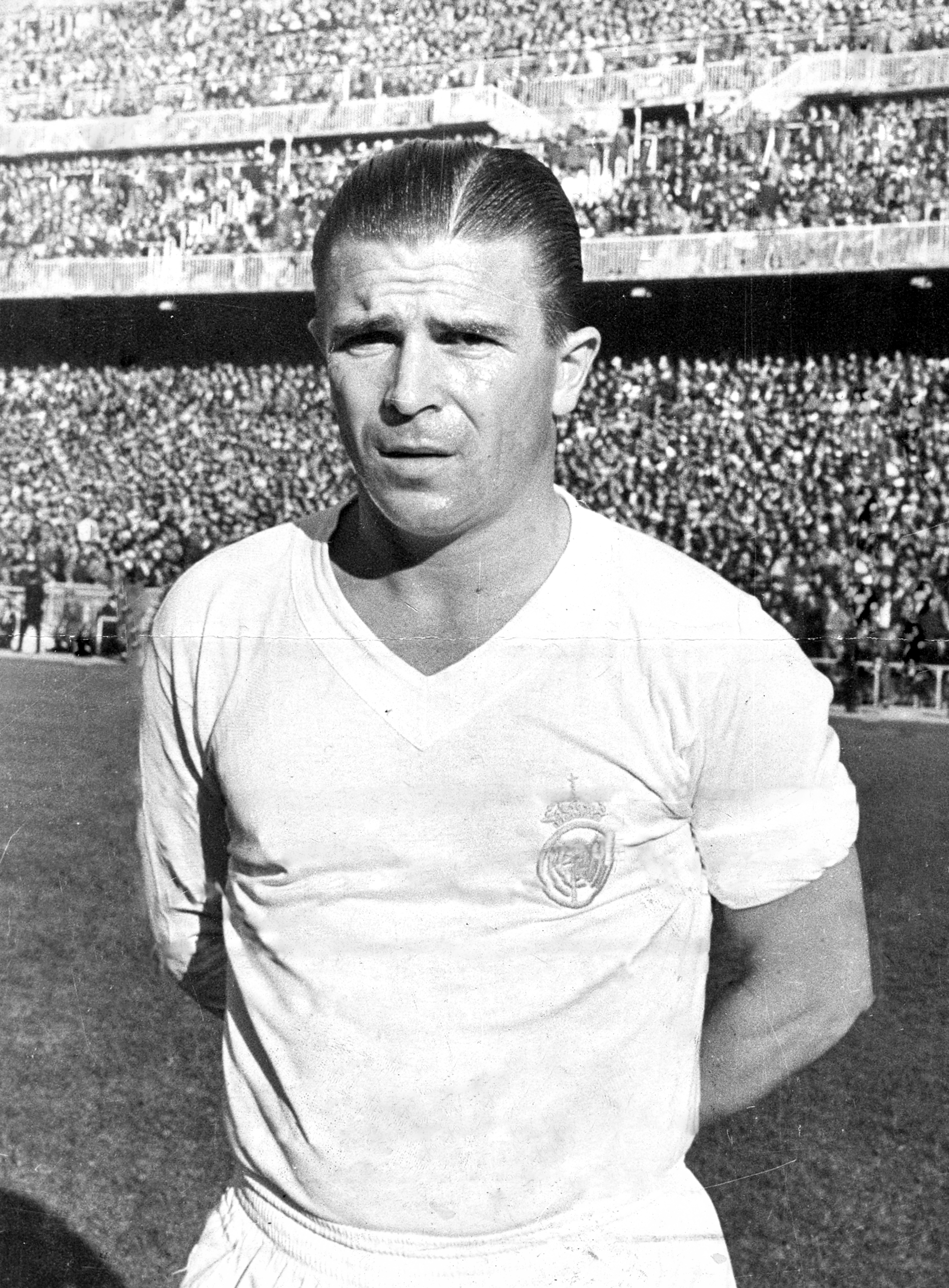
フェレンツ・プスカシュ／11月17日没

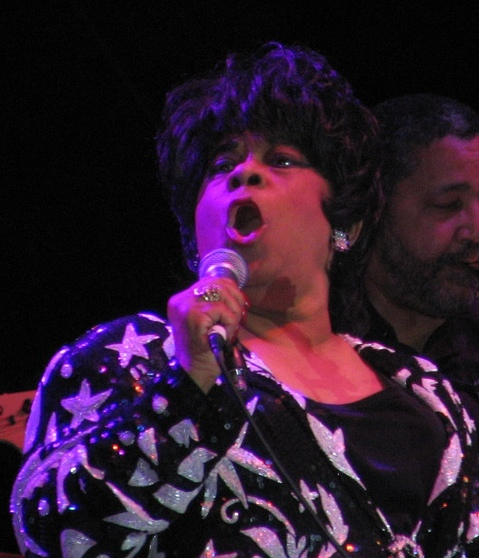
ルース・ブラウン／11月17日没

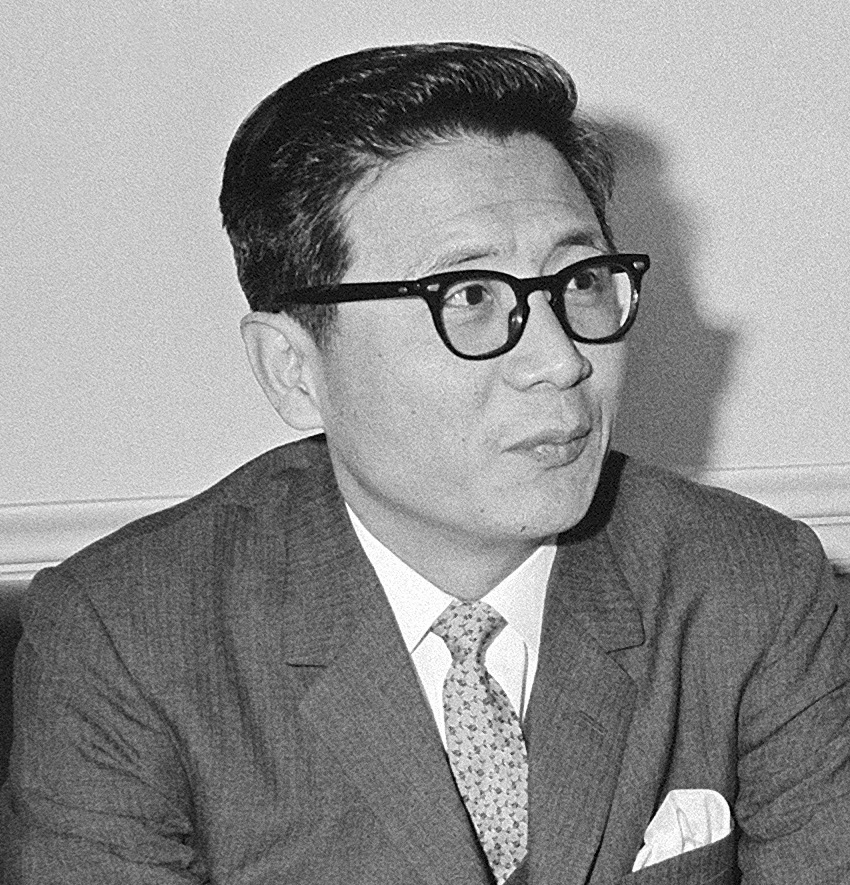
李東元／11月18日没

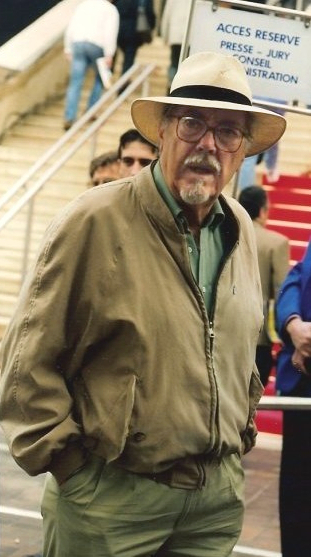
ロバート・アルトマン／11月20日没

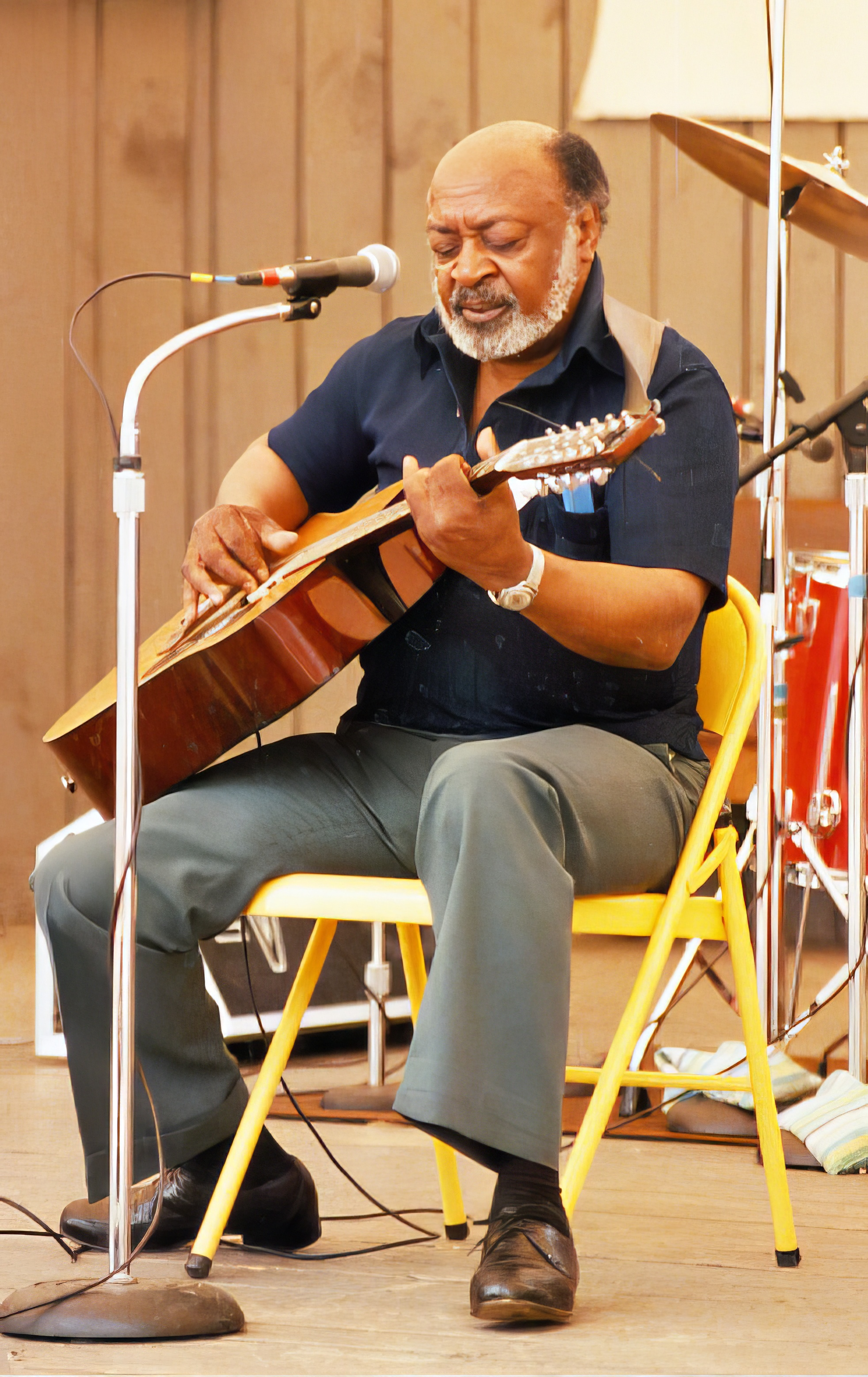
ロバート・ロックウッド・ジュニア／11月21日没

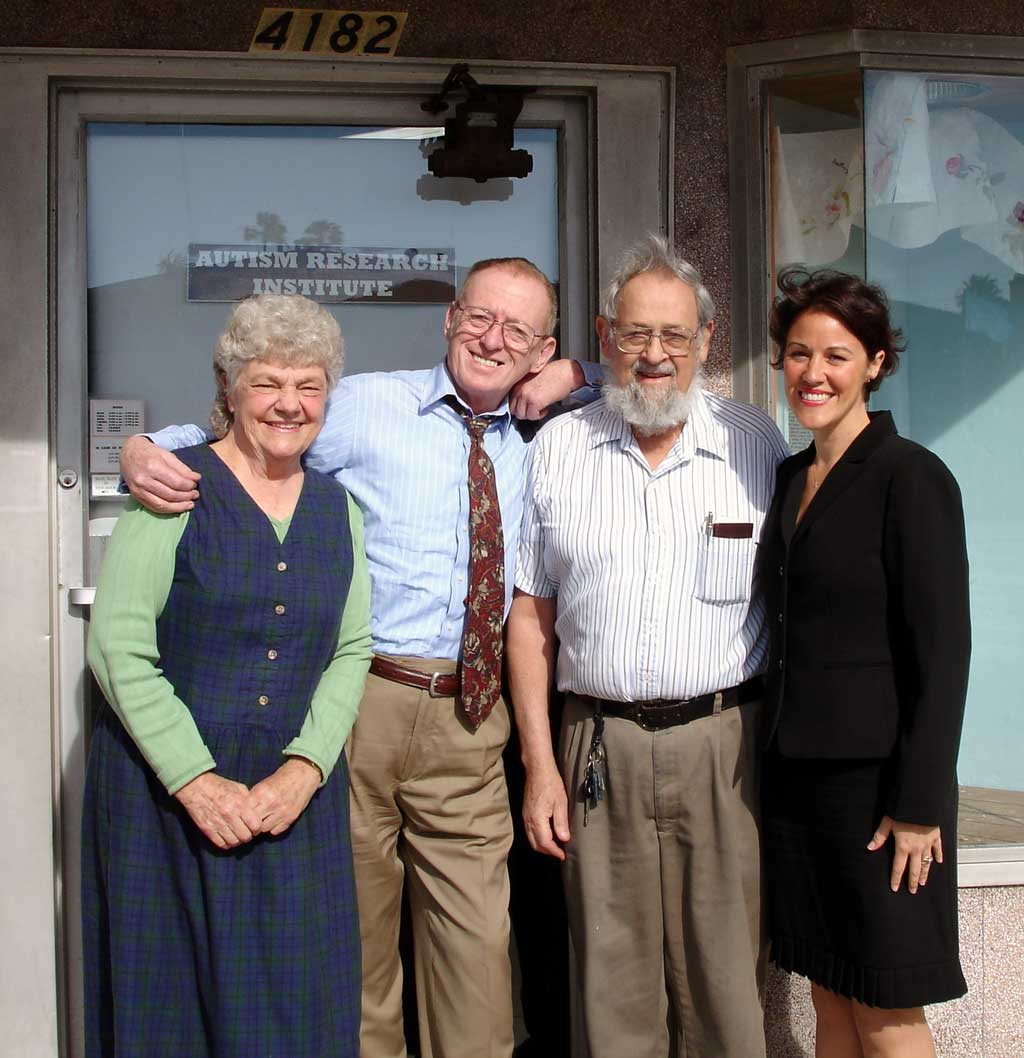
バーナード・リムランド（右から2人目）／11月21日没

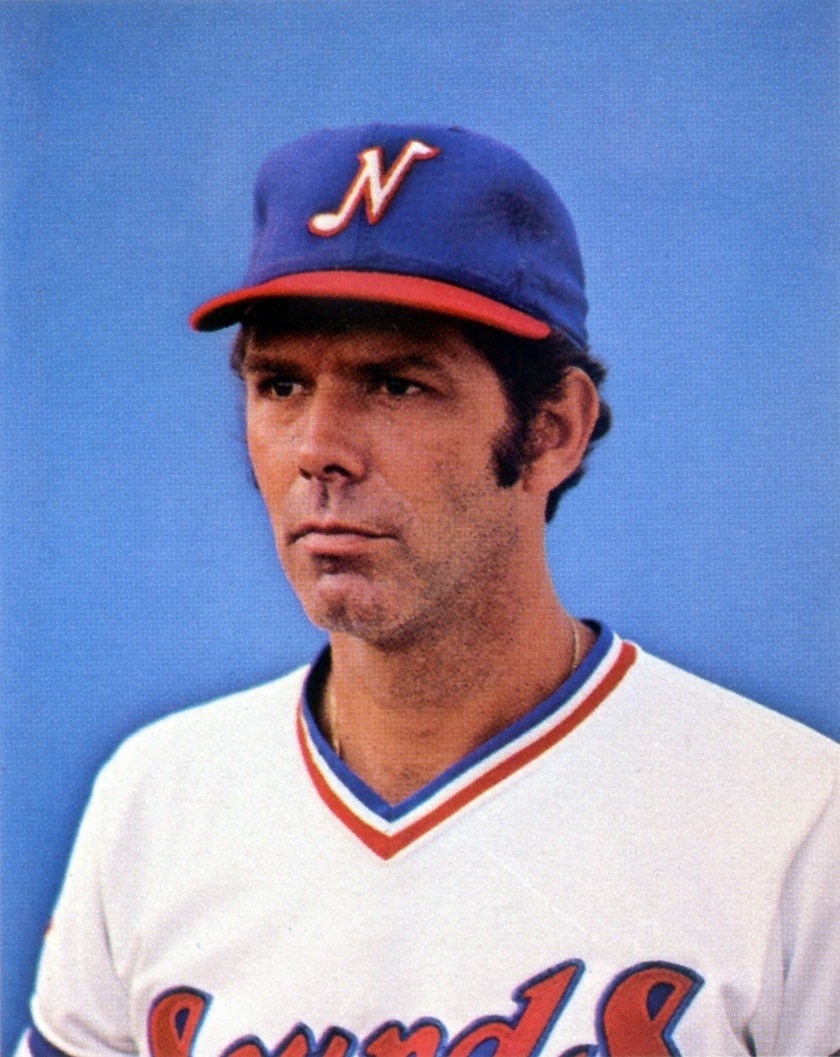
パット・ドブソン／11月22日没

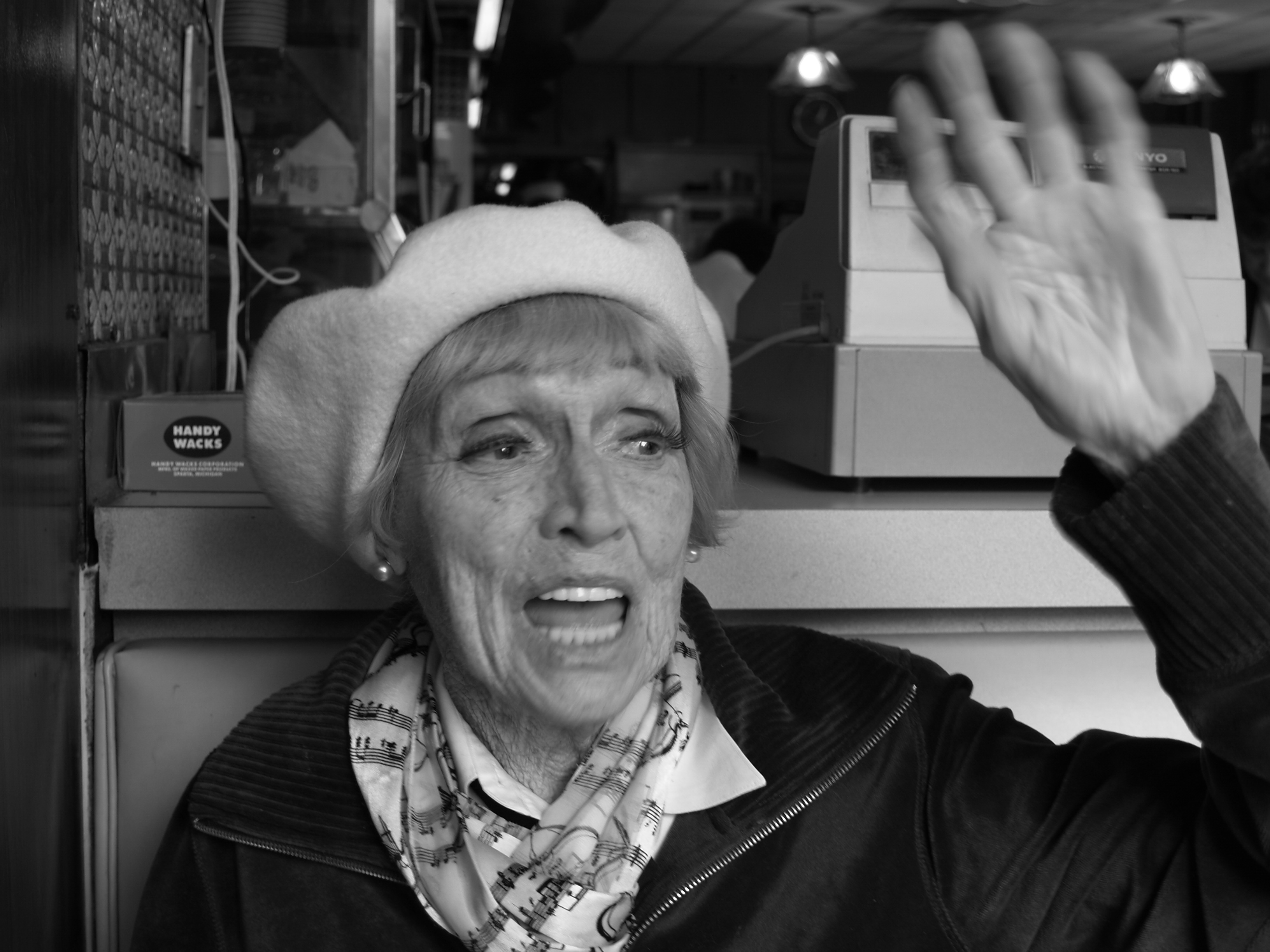
アニタ・オデイ／11月23日没

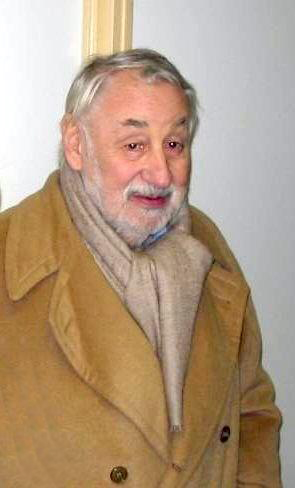
フィリップ・ノワレ／11月23日没

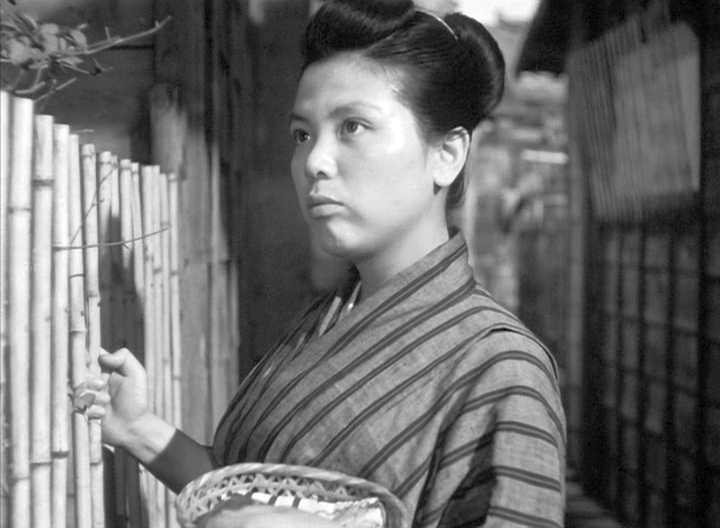
小田切みき／11月28日没

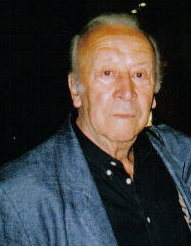
レオン・ニェムチック／11月29日没

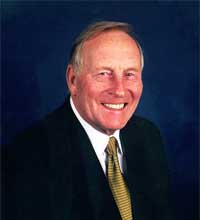
アレン・カー／11月29日没

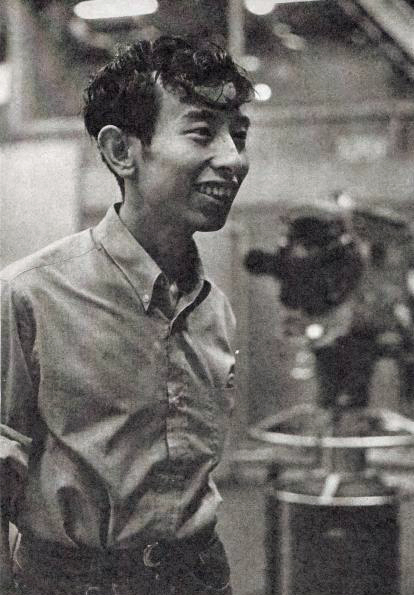
実相寺昭雄／11月29日没

## （1日 - 15日）
- 11月1日 - シルヴィオ・ヴァルヴィーゾ、スイスの指揮者（* 1924年）
- 11月1日 - ウィリアム・スタイロン、アメリカ合衆国の作家（* 1925年）
- 11月1日 - ウラカン・ラミレス、メキシコのプロレスラー（* 1926年）
- 11月1日 - 牧田清、写真家（* 1952年）
- 11月1日 - 永沢光雄、ノンフィクション作家（* 1959年）
- 11月2日 - ミリー・ヴィターレ（Milly Vitale）、イタリアの女優（* 1933年）
- 11月2日 - レナード・シュレイダー、アメリカ合衆国の脚本家（* 1943年）
- 11月3日 - ポール・モーリア、フランスの指揮者、作曲家（* 1925年）
- 11月3日 - 内山田洋、歌手、内山田洋とクール・ファイブメンバー（* 1936年）
- 11月3日 - アルベルト・スペンセル、エクアドルのサッカー選手（* 1937年）
- 11月4日 - ネルスン・ボンド、アメリカ合衆国の作家（* 1908年）
- 11月4日 - 清水キョウイチ郎、お笑い芸人、元ぴのっきを（* 1965年）
- 11月5日 - ピエトロ・ラーバ（Pietro Rava）、イタリアのサッカー選手（* 1916年）
- 11月5日 - 村山雅美、元南極観測隊隊長（* 1918年）
- 11月5日 - 木内綾、手織り工芸家（* 1924年）
- 11月5日 - ビュレント・エジェヴィト、トルコの政治家、第37・40・42・56・57代首相（* 1925年）
- 11月6日 - フランシスコ・フェルナンデス・オチョア、スペインのスキー選手、1972年札幌オリンピックアルペンスキー男子回転金メダリスト（* 1950年）[1]
- 11月7日 - 村田耕一、アニメ作画監督（* 1939年）
- 11月8日 - 柴田白陽、俳人（* 1913年）
- 11月8日 - 柳田聖山、禅宗研究者（* 1922年）
- 11月9日 - マリアン・マーシュ、アメリカ合衆国の女優（* 1913年）
- 11月9日 - マルクス・ヴォルフ、旧東ドイツの対外諜報総局長（* 1923年）
- 11月9日 - エド・ブラドリー（Ed Bradley）、アメリカ合衆国のジャーナリスト（* 1941年）
- 11月10日 - ジャック・ウィリアムスン、アメリカ合衆国のSF作家（* 1908年）
- 11月10日 - 柏原ヤス、政治家、元公明党参議院議員（* 1917年）
- 11月10日 - ジャック・パランス、アメリカ合衆国の俳優（* 1919年）
- 11月10日 - ダイアナ・クープランド（Diana Coupland）、イギリスの女優（* 1928年）
- 11月10日 - イーゴリ・セルゲーエフ、ソ連・ロシアの軍人・政治家、第3代国防相、ロシア連邦元帥（* 1938年）
- 11月10日 - はらたいら、漫画家（* 1943年）
- 11月10日 - ジェラルド・レヴァート、アメリカ合衆国のR&B歌手（* 1966年）[2]
- 11月11日 - ロニー・スティーブンス（Ronnie Stevens）、イギリスの俳優（* 1925年）
- 11月11日 - 宇井純、公害問題研究家（* 1932年）
- 11月11日 - ジャブ・クハニール、南アフリカ共和国のミュージシャン（* 1957年）[3]
- 11月11日 - 村田渚、お笑いタレント、鼻エンジンメンバー、元フォークダンスDE成子坂（* 1971年）
- 11月11日 - ベリンダ・エメット（Belinda Emmett）、オーストラリアの女優・歌手（* 1974年）
- 11月12日 - マリオ・メローラ（Mario Merola）、イタリアの歌手・俳優（* 1934年）
- 11月13日 - 西村進一、プロ野球選手（* 1919年）
- 11月14日 - 渡辺謙太郎、元TBSアナウンサー（* 1930年）[4]
- 11月15日 - 石川賢、漫画家（* 1948年）
- 11月15日 - アナ・カロリナ・レストン、ブラジルのスーパーモデル（* 1985年）

## （16日 - 30日）
- 11月16日 - ミルトン・フリードマン、アメリカ合衆国の経済学者、ノーベル経済学賞受賞者（* 1912年）
- 11月16日 - 仲谷昇、俳優（* 1929年）
- 11月17日 - 6代目神田伯龍、講談師（* 1926年）
- 11月17日 - フェレンツ・プスカシュ、ハンガリーのサッカー選手（* 1927年）[5]
- 11月17日 - ルース・ブラウン、アメリカ合衆国のR&B歌手（* 1928年）
- 11月17日 - 岸川均、ラジオディレクター（* 1937年）
- 11月18日 - 李東元、韓国の政治家（* 1926年）
- 11月18日 - 渡辺茂男、児童文学者・翻訳家（* 1928年）[6]
- 11月19日 - ジェレミー・スレート（Jeremy Slate）、アメリカ合衆国の俳優（* 1926年）
- 11月19日 - フランシス・ジロ（Francis Girod）、フランスの映画監督（* 1944年）
- 11月20日 - 斎藤茂太、精神科医・作家（* 1916年）
- 11月20日 - ロバート・アルトマン、アメリカ合衆国の映画監督（* 1925年）
- 11月21日 - ロバート・ロックウッド・ジュニア、アメリカ合衆国のブルースギタリスト（* 1915年）
- 11月21日 - ハッサン・グレド・アプティドン、ジブチの初代大統領（* 1916年）
- 11月21日 - バーナード・リムランド、アメリカ合衆国の心理学者（* 1928年）
- 11月21日 - 田沢智治、政治家、元自由民主党参議院議員、法務大臣（* 1932年）
- 11月21日 - 黒木憲、演歌歌手（* 1942年）
- 11月21日 - ピエール・ジュマイエル（Pierre Amine Gemayel）、レバノンの産業大臣（* 1972年）
- 11月22日 - パット・ドブソン、MLBの投手（* 1942年）[7]
- 11月23日 - アニタ・オデイ、アメリカ合衆国のジャズ歌手（* 1919年）
- 11月23日 - ウィリー・ペップ、アメリカ合衆国のプロボクサー、元世界フェザー級王者（* 1922年）
- 11月23日 - フィリップ・ノワレ、フランスの俳優（* 1930年）
- 11月23日 - 灰谷健次郎、作家（* 1934年）
- 11月23日 - アレクサンドル・リトビネンコ、ロシアの反体制活動家、ライター（* 1962年）
- 11月24日 - ロバート・マクファーリン（Robert McFerrin）、アメリカ合衆国のオペラ歌手（* 1921年）
- 11月24日 - ウィリアム・ディール（William Diehl）、アメリカ合衆国の作家（* 1924年）
- 11月26日 - 土屋香鹿、政治家、弁護士、元福岡県知事（* 1906年）
- 11月26日 - 稲葉興作、日本商工会議所前会頭、石川島播磨重工業元社長・会長（* 1924年）
- 11月26日 - 小杉健郎、天文学者、「ひので」プロジェクトマネージャー（* 1949年）[8]
- 11月26日 - イサーク・ガルベス、スペインの自転車競技選手（* 1975年）
- 11月27日 - 宮内國郎、作曲家（* 1932年）
- 11月27日 - ビビ・ムーア・キャンベル（Bebe Moore Campbell）、アメリカ合衆国の作家（* 1950年）
- 11月28日 - 小田切みき、女優（* 1930年）
- 11月29日 - レオン・ニェムチック、ポーランドの俳優（* 1923年）
- 11月29日 - アレン・カー、イギリスの禁煙活動家（* 1934年）
- 11月29日 - 実相寺昭雄、映画監督、演出家（* 1937年）
- 11月30日 - シャーリー・ウォーカー、アメリカ合衆国の映画音楽作曲家（* 1945年）